# STATION DRIVE SATURDAY
STATION DRIVE SATURDAY（ステーション ドライブ サタデー）は、FM NORTH WAVEで2005年4月から毎週土曜日に放送されているラジオ番組である。
2016年度からは「ステドラ！～STATION DRIVE SATURDAY」（すてどら ステーションドライブサタデー）に改題。

## 概要
「抱腹絶倒のウィークエンドプログラム」を自称している週末のワイド番組で、ノースウェーブの番組の中でもどちらかというとトークに比重が置かれている。2011年4月の改編で5時間に凝縮され、コーナーが再編された。

## 放送時間
- 毎週土曜日 11:00 - 18:00（2005年4月 - 2006年3月）
- 毎週土曜日 11:00 - 19:00（2006年4月 - 2011年3月）
- 毎週土曜日 12:00 - 17:00（2011年4月 - ）

## 出演者
現在
- ヒロ福地
- 森ルナ (2013年4月-)
- 工藤彩音(中継リポーター、2025年4月-)

過去
- ケイコ（2007年10月-2012年12月）
- ヨウコ（2005年4月-2007年9月）
- kaimi（不明-2019年3月）
- saori (中継リポーター,2018年4月-2025年3月)

## 主なコーナー
TIME TABLE | 82.5 FM NORTH WAVE に掲載のある物を抜粋
- 12:00台 Happiness LEAF
- 13:35 - 13:45 IMPORT PLUS Drivin' Music + 
  - DJ グッチー。
  - スポンサーのインポート・プラスの取り扱い車種（ジープ、フィアット、アルファロメオ、アバルト）と北海道の観光スポットをからめたショートストーリーを紹介。
  - 2019年10月より、独立した番組としてFM青森 （JFN系列）で17:00 - 17:10[2]に時差ネットを開始したことに伴い、青森県の観光スポットも取り上げるようになった。
- 15:00台 オトナの音なの
- 16:00台 NEWS THE NEXT一週間
  - 毎日新聞編集部の担当者と来週のニュースチェック

## 過去に放送されたコーナー
- NEW CHITOSE AIRPORT Fleur presents SATURDAY LOUNGE
- I.C.C. CAFE
- 札幌トヨペット 二人の帰り道（GUCHY）-2010年3月
- ラジオブログ（月替わりで2組のアーティストからのメッセージを放送）-2010年3月
- H.I.S. HOT INFORMATION SERVICE ～アッキーのPrecious Journey～（大西暁子）
- My Pod なの

ヒロ福地、ケイコの携帯音楽プレーヤーに入っている曲を紹介するコーナー
- トワイライトゾーン～超次元の体験未知の世界～

ノースウェーブのCDライブラリーから、抽選で選ばれた1枚を紹介するコーナー。
- ステドラ・アーティストファイル（2010年4月- ）

毎週、週代わりで旬なアーティストが担当しルーツとなった音楽や最新情報などを語るコーナー。
- スタンダード・セレクション
- ハイドンでドン
- 北京で金